# Jan Pawlikowski
Jan Pawlikowski herbu Cholewa – łowczy miński w 1768 roku, cześnik miński w latach 1774–1781, sędzia ziemski miński w 1789 roku, skarbnik miński w 1790 roku, poseł województwa mińskiego na Sejm Czteroletni w 1788 roku, konsyliarz województwa mińskiego w konfederacji generalnej Wielkiego Księstwa Litewskiego konfederacji targowickiej w 1792 roku.